# Surinamische Badmintonmeisterschaft 2018
Die Surinamische Badmintonmeisterschaft 2018 fand vom 3. bis zum 4. November 2018 in Paramaribo statt. 

## Sieger und Platzierte
| Disziplin    | Gold                                  | Silber                          | Bronze                            |
| ------------ | ------------------------------------- | ------------------------------- | --------------------------------- |
| Herreneinzel | Sören Opti                            | Darren Van Der Leuv             | Redon Coulor                      |
| Herreneinzel | Sören Opti                            | Darren Van Der Leuv             | Danny Chen                        |
| Dameneinzel  | Jill Sjauw Mook                       | Rugshaar Ishaak                 | Santusha Ramzan                   |
| Dameneinzel  | Jill Sjauw Mook                       | Rugshaar Ishaak                 | Danielle Melchiot                 |
| Herrendoppel | Oscar Brandon Sören Opti              | Danny Chen Gilmar Jones         | Geordan Tjon Kon Joen Eric Wu     |
| Herrendoppel | Oscar Brandon Sören Opti              | Danny Chen Gilmar Jones         | Redon Coulor Irfan Djabar         |
| Damendoppel  | Crystal Leefmans Priscille Tjitrodipo | Santusha Ramzan Jill Sjauw Mook | Imani Mangroe Mary-Ann Zhong      |
| Mixed        | Gilmar Jones Rugshaar Ishaak          | Irfan Djabar Santusha Ramzan    | Roche Young A Fat Jill Sjauw Mook |
| Mixed        | Gilmar Jones Rugshaar Ishaak          | Irfan Djabar Santusha Ramzan    | Sören Opti Mary-Ann Zhong         |